# Asclepio di Tralle

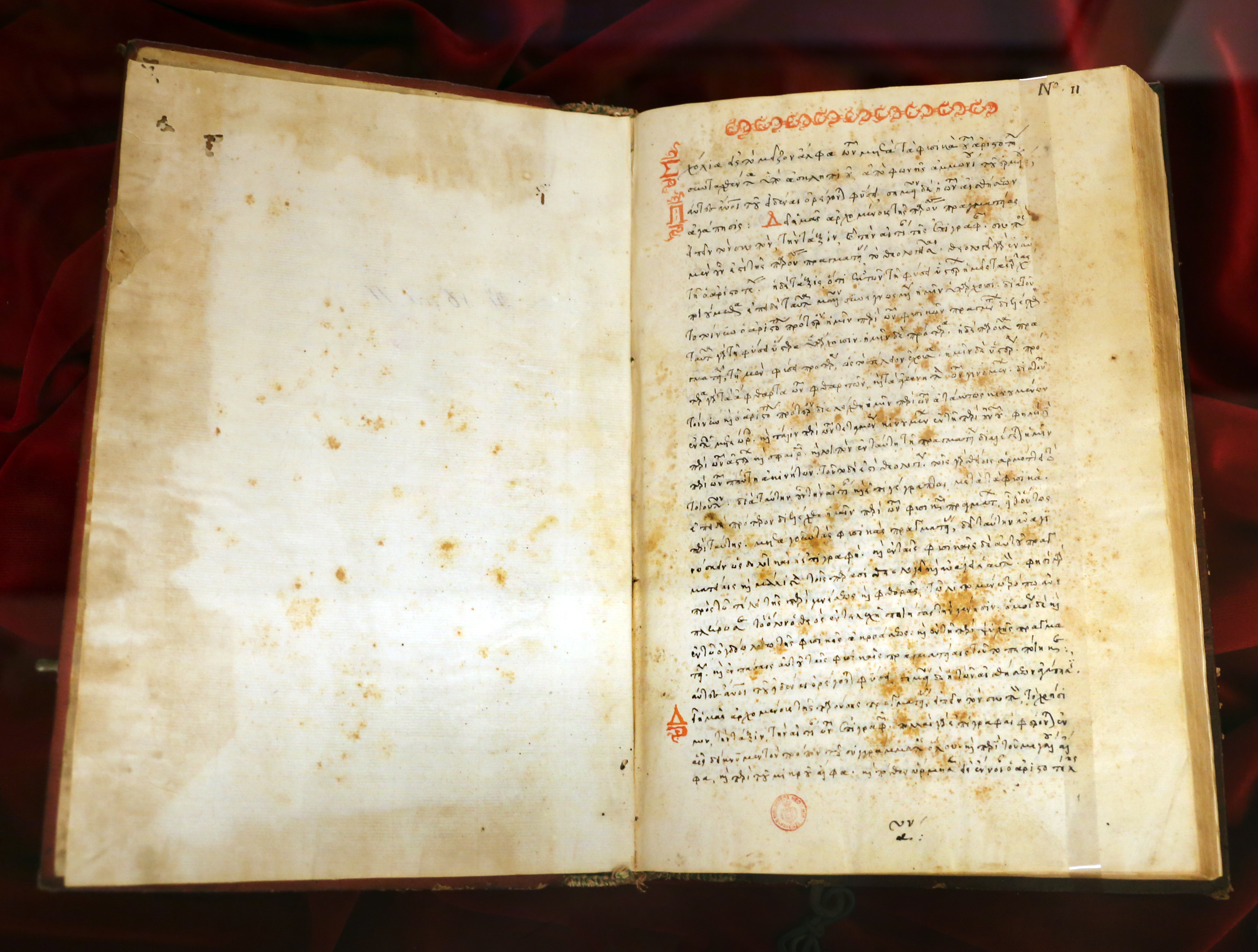
Commentario allAlpha Meizon dalla Metafisica di Aristotele, 1564

Asclepio di Tralle (in greco antico: Ἀσκληπιός?; Tralles, ... – 560-570) è stato un filosofo e matematico bizantino, allievo di Ammonio di Ermia.

## Biografia
Non si sa quasi nulla della vita di Asclepio. Dalle sue stesse informazioni è chiaro che fu allievo del rispettato neoplatonico Ammonio di Ermia, che insegnava ad Alessandria. Come il suo maestro, Asclepio apparteneva all'antica religione, quindi era in opposizione al cristianesimo, che all'epoca era la religione di stato. Non deve essere confuso con uno studioso con lo stesso nome che era anche un allievo di Ammonio e insegnava medicina.

## Pensiero
Come il suo maestro Ammonio, Asclepio era dell'opinione, diffusa negli ambienti neoplatonici, che la filosofia aristotelica corrispondesse essenzialmente al platonismo. Aristotele non rifiutò l'ontologia di Platone, ma solo l'interpretazione errata da parte di alcuni platonici. Di conseguenza, Asclepio di solito difese le posizioni aristoteliche, ma se non era d'accordo con Aristotele, non evitandogli le critiche. Rifiutava un'esistenza indipendente dalle idee; pensava che le idee esistano nel Demiurgo (Creatore).
Giovanni Filopono, un altro allievo di Ammonio, scrisse un commento all'aritmetica di Nicomaco di Gerasa, per il quale il commento di Asclepio era stata una fonte principale. L'opera molto più dettagliata di Filopono ebbe un effetto molto maggiore nel Medioevo e nel Rinascimento rispetto a quella di Asclepio.
Nella ricerca moderna, la questione se i commenti di Asclepio siano semplici compilazioni o se il contributo filosofico di Asclepio sia riconoscibile è valutata in modo diverso. Leonardo Tarán e Michael Schramm presumono che Asclepio non portasse quasi pensieri suoi. Già nel XIX secolo Alfred Gercke e Michael Hayduck, i curatori del commentario "Metafisica", diedero un giudizio altrettanto negativo. Altri studi hanno portato a una valutazione più favorevole; Arthur Madigan, ad esempio, pensa che Asclepio abbia cercato in modo relativamente imparziale di comprendere la filosofia di Aristotele invece di presentare semplicemente il proprio modo di pensare.

## Opere
Asclepio scrisse due opere che sono state conservate: un commento (libri dalla A alla Z) sulla Metafisica di Aristotele e un commento all'Introduzione all'aritmetica di Nicomaco di Gerasa. Entrambi i commenti si basano principalmente su note che Asclepio prese nel corso delle lezioni di Ammonio, e quindi riflettono in gran parte le opinioni del suo maestro. Il commento della Metafisica è la fonte più importante per la Metafisica di Ammonio. Asclepio aggiunge materiale che proviene dal commento "Metafisica" incompleto di Alessandro di Afrodisia; è anche fortemente influenzato da Alessandro. Tuttavia, non è certo se avesse una copia completa dell'opera di Alessandro. Utilizzò anche il commento "metafisico" di Siriano.

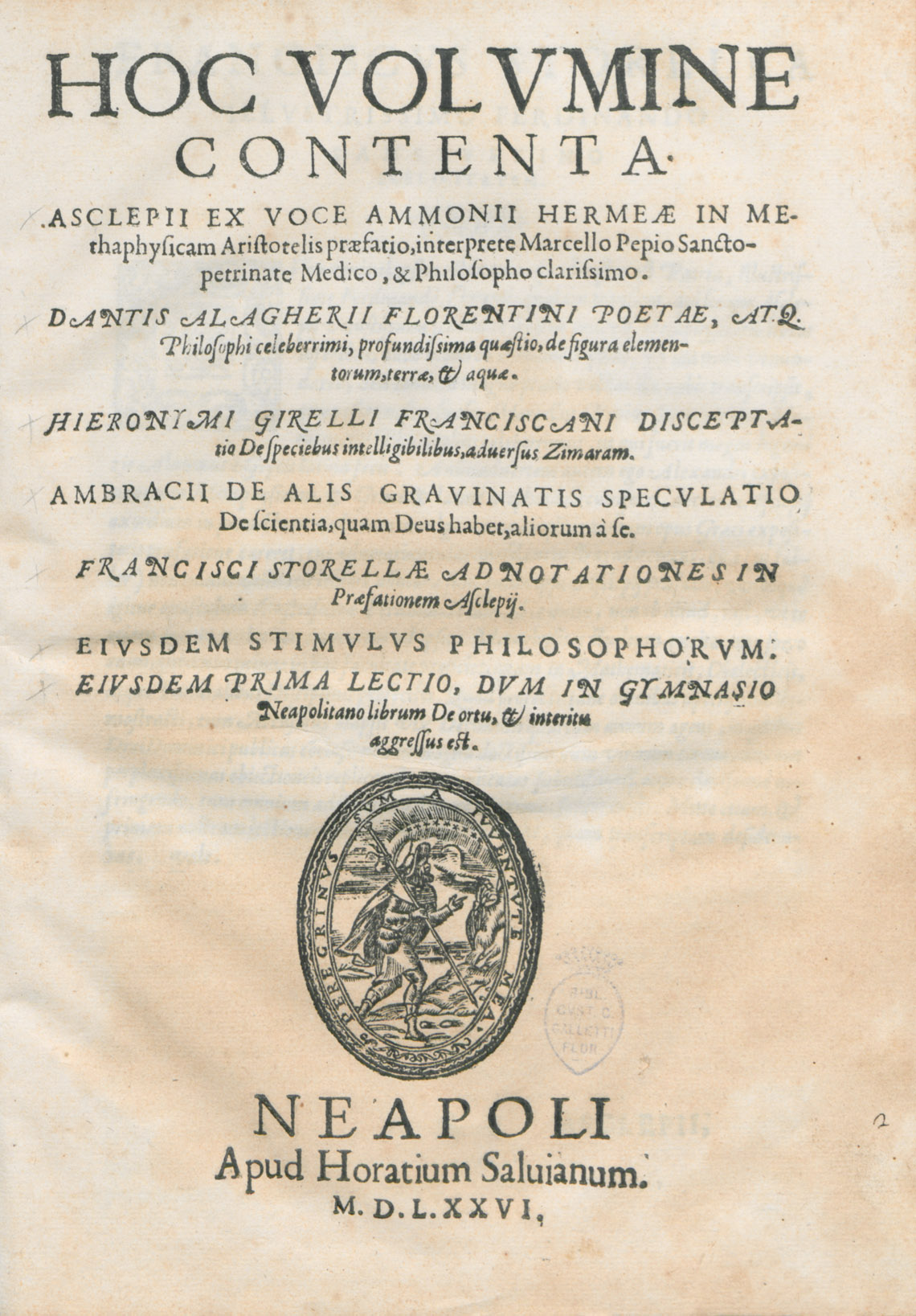
In Aristotelis Metaphysicorum libros, 1576

- Commentario su Aristotele, Metafisica, libri I-VII (In Aristotelis metaphysicorum libros Α - Ζ (1 - 7) commentaria, ed. Michael Hayduck, Commentaria in Aristotelem Graeca, VI.2, Berin: Reiner, 1888).
- Commentario su Nicomaco, Introduzione all'aritmetica (Leonardo Tarán, Asclepius of Tralles, Commentary to Nicomachus' Introduction to Arithmetic, Transactions of the American Philosophical Society, 59: 4. Philadelphia, 1969).

## Edizioni
- (LA) In Aristotelis Metaphysicorum libros, Napoli, Orazio Salviani, 1576.